# スリアナ科
スリアナ科 (スリアナか、Surianaceae) は双子葉植物の5属8種ほどの木本からなる小さい科で、世界の熱帯・亜熱帯の主に沿海地域に分布する。花にはがく片・花弁が各5枚、雄蕊が5または10本あり、雌蕊は1ないし5個の心皮が離生する。ただしStylobasium属は花弁がなく鱗片状のがくのみがあり、Stylobaceae科として独立させることもある。
この科は従来、分類上の位置が明確でなく、ニガキ科などに近縁とされたこともあったが、クロンキスト体系ではバラ目に入れていた。APG分類体系ではマメ目に含めている。

## 属
- Cadellia
- Guilfoylia
- Recchia
- Stylobasium
- Suriana